# Guglielmo Alberto di Montenuovo
Guglielmo Alberto di Montenuovo (Parma, 8 agosto 1819 – Vienna, 7 aprile 1895) è stato un principe italiano, conte di Montenuovo e generale della cavalleria dell'Impero austriaco.

Stemma Montenuovo

Il suo cognome non è altri che la traduzione in italiano di quello del padre, Neipperg, che vuol dire appunto nuovo monte.

## Biografia
Era figlio del conte Adamo Alberto di Neipperg e dell'arciduchessa Maria Luigia 
d'Austria e sin dalla nascita ricevette il titolo di Conte di Montenuovo. Nel 1838 entrò nelle schiere dell'esercito austriaco e prese parte alle battaglie anti-insurrezionaliste del 1848 in Italia ed in Ungheria, meritandosi già dal 1854 il titolo di luogotenente feldmaresciallo.
Nel 1859 prese parte alla rovinosa battaglia di Magenta, ove l'esercito austriaco venne sconfitto a vantaggio dei franco-piemontesi e nel 1860 divenne comandante di un reggimento, venendo trasferito in Boemia nel 1866. Nel 1867 venne promosso a generale di cavalleria, rimanendo in carica sino al 1878. Nel 1864 venne elevato alla condizione di principe ereditario.
Morì a Vienna il 7 aprile 1895.

## Matrimonio e discendenza
Sposò la contessa ungherese Giuliana Batthyány von Németújvár (oggi Güssing), proveniente da una delle più importanti casate del regno danubiano, da cui ebbe:
- Albertina Leopoldina Guglielmina Giulia Maria di Montenuovo (1853-1895), sposata con il conte Sigismondo Wielopolski;
- Alfredo Adamo Guglielmo Giovanni Maria, II Principe di Montenuovo (1854-1927), sposato con Francesca Kinsky von Wchinitz und Tettau;
- Maria Sofia Guglielmina Giacinta di Montenuovo (1859-1911), sposata con il conte Antonio Apponyi de Nagy-Appony.

## Ascendenza
|                                     |                              |                                             | Genitori                              |  |  | Nonni |  |  | Bisnonni                       |  |  | Trisnonni                     |  |
|                                     |                              |                                             |                                       |  |  |       |  |  | Guglielmo Rainardo di Neipperg |  |  | Everardo Federico di Neipperg |  |
|                                     |                              |                                             |                                       |  |  |       |  |  | Guglielmo Rainardo di Neipperg |  |  | Everardo Federico di Neipperg |  |
|                                     |                              | Margherita Lucrezia di Hornberg             |                                       |  |  |       |  |  | Guglielmo Rainardo di Neipperg |  |  |                               |  |
| Leopoldo Giuseppe di Neipperg       |                              |                                             |                                       |  |  |       |  |  | Guglielmo Rainardo di Neipperg |  |  |                               |  |
|                                     |                              | Maria Francesca di Khevenhüller-Frankenburg | Francesco di Khevenhüller-Frankenburg |  |  |       |  |  |                                |  |  |                               |  |
|                                     |                              | Maria Francesca di Khevenhüller-Frankenburg | Francesco di Khevenhüller-Frankenburg |  |  |       |  |  |                                |  |  |                               |  |
|                                     |                              | Maria Francesca di Khevenhüller-Frankenburg | Maria Teresa di Lubetich e Chapelot   |  |  |       |  |  |                                |  |  |                               |  |
| Adamo Alberto di Neipperg           |                              | Maria Francesca di Khevenhüller-Frankenburg |                                       |  |  |       |  |  |                                |  |  |                               |  |
|                                     |                              | Carlo Ferdinando di Hatzfeldt               | Guglielmo Francesco di Hatzfeldt      |  |  |       |  |  |                                |  |  |                               |  |
|                                     |                              | Carlo Ferdinando di Hatzfeldt               | Guglielmo Francesco di Hatzfeldt      |  |  |       |  |  |                                |  |  |                               |  |
|                                     |                              | Carlo Ferdinando di Hatzfeldt               | Sofia Teresa di Loë                   |  |  |       |  |  |                                |  |  |                               |  |
| Maria Luisa di Hatzfeldt-Wildenburg |                              | Carlo Ferdinando di Hatzfeldt               |                                       |  |  |       |  |  |                                |  |  |                               |  |
|                                     |                              | Maria Sofia di Bettendorff                  | Lotario Carlo di Bettendorff          |  |  |       |  |  |                                |  |  |                               |  |
|                                     |                              | Maria Sofia di Bettendorff                  | Lotario Carlo di Bettendorff          |  |  |       |  |  |                                |  |  |                               |  |
|                                     |                              | Maria Sofia di Bettendorff                  | Maria Sofia di Stadion                |  |  |       |  |  |                                |  |  |                               |  |
| Guglielmo di Montenuovo             |                              | Maria Sofia di Bettendorff                  |                                       |  |  |       |  |  |                                |  |  |                               |  |
|                                     | Leopoldo II d'Asburgo-Lorena | Francesco I di Lorena                       |                                       |  |  |       |  |  |                                |  |  |                               |  |
|                                     | Leopoldo II d'Asburgo-Lorena | Francesco I di Lorena                       |                                       |  |  |       |  |  |                                |  |  |                               |  |
|                                     | Leopoldo II d'Asburgo-Lorena | Maria Teresa d'Austria                      |                                       |  |  |       |  |  |                                |  |  |                               |  |
| Francesco II d'Asburgo-Lorena       | Leopoldo II d'Asburgo-Lorena |                                             |                                       |  |  |       |  |  |                                |  |  |                               |  |
|                                     |                              | Maria Ludovica di Borbone-Spagna            | Carlo III di Spagna                   |  |  |       |  |  |                                |  |  |                               |  |
|                                     |                              | Maria Ludovica di Borbone-Spagna            | Carlo III di Spagna                   |  |  |       |  |  |                                |  |  |                               |  |
|                                     |                              | Maria Ludovica di Borbone-Spagna            | Maria Amalia di Sassonia              |  |  |       |  |  |                                |  |  |                               |  |
| Maria Luisa d'Asburgo-Lorena        |                              | Maria Ludovica di Borbone-Spagna            |                                       |  |  |       |  |  |                                |  |  |                               |  |
|                                     |                              | Ferdinando I delle Due Sicilie              | Carlo III di Spagna                   |  |  |       |  |  |                                |  |  |                               |  |
|                                     |                              | Ferdinando I delle Due Sicilie              | Carlo III di Spagna                   |  |  |       |  |  |                                |  |  |                               |  |
|                                     |                              | Ferdinando I delle Due Sicilie              | Maria Amalia di Sassonia              |  |  |       |  |  |                                |  |  |                               |  |
| Maria Teresa di Borbone-Napoli      |                              | Ferdinando I delle Due Sicilie              |                                       |  |  |       |  |  |                                |  |  |                               |  |
|                                     |                              | Maria Carolina d'Asburgo-Lorena             | Francesco I di Lorena                 |  |  |       |  |  |                                |  |  |                               |  |
|                                     |                              | Maria Carolina d'Asburgo-Lorena             | Francesco I di Lorena                 |  |  |       |  |  |                                |  |  |                               |  |
|                                     |                              | Maria Carolina d'Asburgo-Lorena             | Maria Teresa d'Austria                |  |  |       |  |  |                                |  |  |                               |  |
|                                     |                              | Maria Carolina d'Asburgo-Lorena             |                                       |  |  |       |  |  |                                |  |  |                               |  |